# 半導体試験装置
半導体試験装置（はんどうたいしけんそうち）とは、集積回路（半導体デバイス）の製造工程において、性能等を試験し良品と不良品の選別を行う装置を指す。

## 半導体試験装置の種類

### テスタ
半導体デバイスに電気を流すことで、正常に動作するかを試験する装置。ATE（Automated Test Equipment）とも呼ばれる。検査対象（DUT, Device Under Test）の集積回路設計時に作成したテストパターンを元に、入力信号を生成し出力信号を期待値と比較する。ウェハーのレベルでの試験（前工程試験、プローブテスト）、パッケージング後の試験（後工程試験）の2回の試験が行われる。装置の価格が数千万円程度と高価であり、テスト時間（主にテストパターン長に依存）が長いと半導体製品の価格に影響を与える。
- ロジックテスタ
- メモリテスタ
- アナログテスタ

### プローバ
ウェハーレベルでの試験の際、電気を流すためにウェハーに針（プローブ）を当てるための装置。テスタと接続して用いられる。DUTのPADの位置にプローブを配置したプローブカードをDUT毎に交換して用いる。

### ハンドラ
パッケージング後の試験の際、テスタにデバイスを供給するための装置。

## 半導体試験装置の主なメーカー
- テスタ
  - 日本
    - アドバンテスト
    - シバソク
    - 横河テストソリューションズ株式会社
    - 四国計測工業
    - テセック
    - イーアールディー
    - スパンドニクス

  - アメリカ
    - ケースレー・インスツルメンツ
    - Verigy
    - Teradyne
    - Credence
    - LTX

  - ヨーロッパ

- プローバ
  - 日本
    - 東京エレクトロン
    - 東京精密
    - ナガセテクノエンジニアリング

- ハンドラ
  - 日本
    - アドバンテスト
    - セイコーエプソン
    - 東北精機
    - ヤマハ
    - 新東工業
    - SYNAX
    - テセック

  - アメリカ
    - Delta Design

  - 韓国
    - Mirae
    - TechWing